# Puerto Arista
Puerto Arista är en ort i Mexiko.   Den ligger i kommunen Tonalá och delstaten Chiapas, i den sydöstra delen av landet, 700 km sydost om huvudstaden Mexico City. Puerto Arista ligger 9 meter över havet och antalet invånare är 944.
Terrängen runt Puerto Arista är mycket platt. Havet är nära Puerto Arista åt sydväst.  Närmaste större samhälle är Tonalá, 18,1 km norr om Puerto Arista. 